# Petrik József

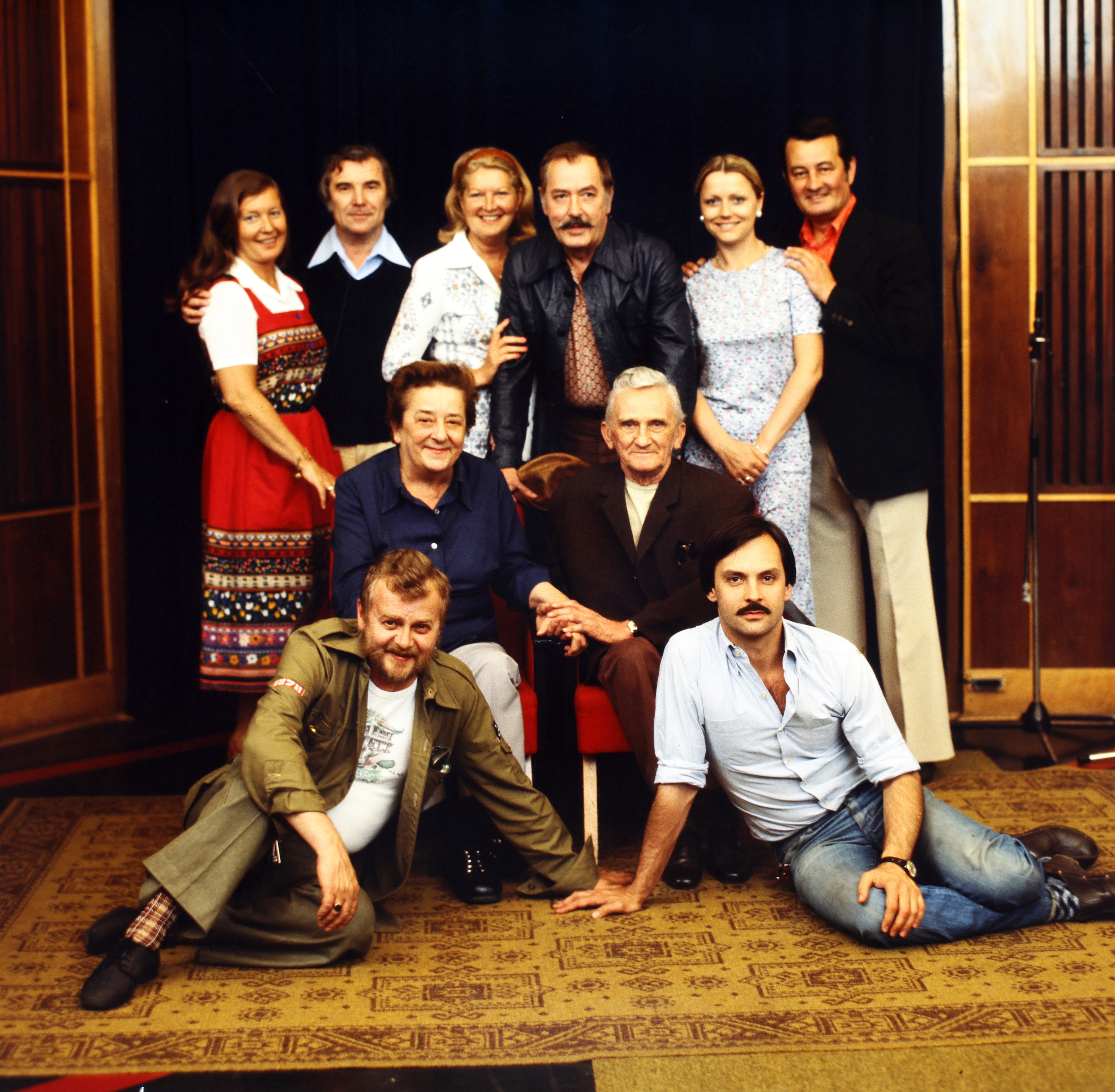
A Szabó család c. sorozat főszereplői, 1973-ban. Petrik József (balra elöl)

Petrik József (Orosháza, 1930. december 30. – Budapest, 1995. szeptember 15.) Jászai Mari-díjas magyar színész, rendező, érdemes művész.

## Életpályája
1930-ban Orosházán született. Érettségi után felkerült Budapestre, a Színművészeti Főiskolára. A híres Fényes szelek nemzedék tagjaként felvették a Horváth Árpád Kollégiumba, ahonnan hamarosan kitették. 

„Rám sütötték, hogy polg. csök., azaz polgári csökevény, osztályidegen. Frászt voltam osztályidegen, sose volt arisztokratikus ábrázatom, apám vidéki újságíró volt, mindegy, rég volt, 1948-ban. És mindig volt valaki, aki kisegített a bajból. Ez időben a csodálatos mestereim: osztályfőnököm Apáthi Imre, aztán Gobbi Hilda, majd Benedek Tibor (Miklós édesapja, ... segítettek az elhelyezkedésben, elszegődtem altisztnek, postát hordtam, takarítottam, még kőműveskedtem is... ”

1953-ban végzett a Színház- és Filmművészeti Főiskolán 1950-től egy évadot a Nemzeti Színházban töltött. 1951-1959 között az Ifjúsági Színház majd 1959-től a Petőfi Színház tagja volt. 1957-től rendezőként is tevékenykedett.1964-től az Állami Déryné Színház rendezője volt. 
1977-től a Déryné Színházból létrejött Népszínház művésze volt. 1982-től haláláig, a színház főrendezője és színésze volt. Eleinte főként fiatal hősöket, kamaszokat játszott, majd karakterfigurákat alakított. Rendezőként a magyar dráma aktív támogatója és a közönség igényeinek pontos ismerője volt. Gyakran szerepelt a Magyar Rádió hangjátékaiban. A kezdetektől, azaz 1959-től a Szabó család egyik népszerű szerepét Wágner Ferkót alakította. A Magyar Televízióban a Pom Pom meséi sorozatban a címszereplő rajzfigurának Pom Pom-nak kölcsönözte a hangját.

## Fontosabb színházi szerepei
- Edmond Rostand: A sasfiók … A reichstadti herceg
- Borisz Leontyevics Gorbatov: Apák ifjúsága … Jefimcsik
- Borisz Leontyevics Gorbatov: Mindenkivel megtörténik … Petya
- Jurij Szergejevics Miljutyin: Nyugtalan boldogság … Szenyka
- Anton Szemjonovics Makarenko: Az új ember kovácsa … Toska
- Nyikolaj Alekszejevics Osztrovszkij: Az acélt megedzik … Komszomolista #1
- Ilf és Petrov: Tizenkét szék … Vlágya
- Babay József - Buday Dénes: Három szegény szabólegény … Cérna Gábor; Lénia
- Füsi József: Az aszódi diák … Petőfi
- Mark Twain: Tom úrfi kalandjai (Tom Sawyer) … Tom Sawyer
- Fehér Klára: A teremtés koronája … Gyakornok
- Fehér Klára: Ez az ország eladó … Placsek Gyula, a Placsektours igazgatója
- Molière: Az úrhatnám polgár … Szabósegéd
- William Shakespeare: Troilus és Cressida … Calchas
- William Shakespeare: Macbeth … Fleance, Banquo fia
- William Shakespeare: Athéni Timon … Egy szenátor
- Bertolt Brecht: Koldusopera … Ede
- Stendhal: Vörös és fekete … A szőke szeminarista
- Jaroslav Hašek: Švejk, a derék katona … Újságíró
- Kisfaludy Károly: A kérők … Dr. Szélházy
- Jacques Offenbach: Szép Heléna … Orestes; Philokomosz, Apollo templomának szolgája
- Moldova György: Légy szíves Jeromos … Jenő, ügyelő
- Molnár Ferenc: Liliom … A Hollunder fiú
- Molnár Ferenc: A Pál utcai fiúk … Geréb
- Mándy Iván: Mélyvíz … Fickó
- Hárs László: Meseországból jöttünk … Hipp-hopp mester
- Hárs László: A titkos örs … Szivar
- Fred Saidy, E. Y. Harburg: Szivárványvölgy … Fehér geológus
- Jókai Mór – Illés Endre: Gazdag szegények … Gugyori Miska
- Gárdonyi Géza: Egri csillagok … Tarján Kristóf
- Renato Relli: Az éjszaka útjain … Maurizio
- Király Dezső: Az igazi … Ságdy Feri, Splittauer unokaöccse
- Zilahy Lajos: A szűz és a gödölye … Vidra
- Illés Endre, Vas István: Trisztán … Jovin

## Fontosabb rendezései
Színházi rendezései
- Alexander Breffort – Marguerite Monnot: Irma, te édes
- Bertolt Brecht – Kurt Weill: Koldusopera
- Lev Nyikolajevics Tolsztoj: A sötétség hatalma
- Katona József Bánk bán
- Friedrich Schiller: Don Carlos
- Jacobi Viktor: Leányvásár
- Kolozsvári Papp László: Hazánk fiai
- Molnár Ferenc: Delila
- Horváth Péter: Boleró
- George Bernard Shaw: Warrenné mestersége
- Bródy Sándor: A tanítónő
- Fejes Endre: Vonó Ignác
- Eisemann Mihály: Én és a kisöcsém
- Illyés Gyula: Testvérek
- Brandon Thomas: Charley nénje
- Rejtő Jenő: Aki mer, az nyer
- Noël Coward: Forgószínpad

Tévéfilm rendezései
- Az első férfi (1981)
- Csacsifogat (1984)
- Nehéz nőnek lenni? (1986)

## Filmjei
| - Forró mezők (1948) - Mágnás Miska (1948) - Becsület és dicsőség (1951) – Az egyik munkás, aki hecceli Birman bácsit - Teljes gőzzel (1951) – Lakatos Pali - Állami áruház (1952) – Jóska - Első fecskék (1953) - Budapesti tavasz (1955) – Kassai (nyilas) I. - Egy pikoló világos (1955) – Tatár - Különös ismertetőjel (1955) - Terülj, terülj asztalkám (1956; rövid játékfilm) - Alázatosan jelentem (1960) - Három csillag (1960) – Német tisztviselő - Alba Regia (1961) - Délibáb minden mennyiségben (1961) - Felmegyek a miniszterhez (1961) - Jó utat, autóbusz (1961) - Bliccelők (1962; kisjátékfilm) – A lépcsőn leugró másik utas - Isten őszi csillaga (1962) - Meztelen diplomata (1963) - Az ezüst sirály (1964; rövid játékfilm) - Kár a benzinért (1964) – Kiránduló szomszéd - Miért rosszak a magyar filmek? (1964) – Dramaturg I. - Patyolat akció (1965) – Németh - Büdösvíz (1966) – Ezüst elvtárs - A királylány zsámolya (1976) - Ballagó idő (1976) – Pálinkás | - Próbáld meg daddy! (1959) – Jim - Kisunokám (1960) – Szényja, Mása iskolatársa - Timur és csapata (1960) – Kvakin - A Tenkes kapitánya (1963) – Ritpek lövész - Vízivárosi nyár (1964) – Rab IV. (2. részben) - Princ, a katona (1966) – Berki honvéd, autószerelő az „Idegenlégióban” - Bors II. (1970) – Spanyolul tudó magyar vámtiszt - A cigánybáró (1969) – Írnok - Szerencsés-álmokat! (1970) - Egy óra múlva itt vagyok (1971) – Német főhadnagy - Karancsfalvi szökevények (1976) - Csere Rudi (1988) - Angyalbőrben (1989) - Frici, a vállalkozó szellem (1992) – Józsi - Mekk Elek, az ezermester (1973) – Tarka macska (hang) - Pom Pom meséi (1978-1981) – Pom Pom (hang) |

## Szinkronszerepei

### Filmek
| Év   | Cím                                                | Szereplő                          | Színész               | Szinkron én |
| ---- | -------------------------------------------------- | --------------------------------- | --------------------- | ----------- |
| ?    | A feketeinges ember                                | Viljo                             | Lennu Makkonen        | 1988        |
| 1935 | Szentivánéji álom                                  | N/A                               | N/A                   | 1962        |
| 1938 | Alexander’s Ragtime Band                           | N/A                               | N/A                   | 1972        |
| 1938 | Robin Hood kalandjai (1. magyar szinkron)          | Szegény ember                     | Lionel Belmore        | 1980        |
| 1938 | Saint-Agil-i menekültek (1. magyar szinkron)       | N/A                               | N/A                   | 1980        |
| 1942 | Mr. Potts kémkedik                                 | Von Glotz tábornok                | Julien Mitchell       | 1965        |
| 1946 | Halálos ölelés (1. magyar szinkron)                | N/A                               | N/A                   | 1980        |
| 1953 | A félelem bére (2. magyar szinkron)                | N/A                               | N/A                   | 1970        |
| 1953 | Éjszakai kísértet                                  | N/A                               | N/A                   | 1964        |
| 1954 | Luxustutajon                                       | N/A                               | N/A                   | 1964        |
| 1956 | Ők voltak az elsők                                 | N/A                               | N/A                   | 1957        |
| 1957 | A feleség                                          | N/A                               | N/A                   | 1958        |
| 1957 | Szépek, de szegények (1. magyar szinkron)          | N/A                               | N/A                   | 1968        |
| 1958 | A szél                                             | Vőlegény                          | N. Szolosenko         | 1960        |
| 1958 | Kigyúlnak a fények                                 | N/A                               | N/A                   | 1959        |
| 1958 | Sabella unokája                                    | N/A                               | N/A                   | 1968        |
| 1959 | Kezedben az élet                                   | Haszanov                          | Tulkun Tadzsijev      | 1959        |
| 1959 | Meghasonlás                                        | N/A                               | N/A                   | 1960        |
| 1960 | A kalandor                                         | N/A                               | N/A                   | 1961        |
| 1960 | Seiler utca 8.                                     | N/A                               | N/A                   | 1961        |
| 1960 | Sorsok állomása                                    | N/A                               | N/A                   | 1961        |
| 1961 | Az utolsó ítélet (2. magyar szinkron)              | Matteoni                          | Jack Palance          | 1979        |
| 1961 | Két élet                                           | N/A                               | N/A                   | 1961        |
| 1961 | Zendülő fiatalok                                   | N/A                               | N/A                   | 1962        |
| 1962 | A prágai tréfacsináló                              | N/A                               | N/A                   | 1963        |
| 1962 | Alvilági melódia                                   | Mario                             | Henri Virlojeux       | 1980        |
| 1962 | Ketten a túlvilágról                               | N/A                               | N/A                   | 1963        |
| 1962 | Visszavárlak                                       | N/A                               | N/A                   | 1962        |
| 1963 | A betörő                                           | Ernest Wright                     | Charlie Drake         | 1982        |
| 1963 | Bolond, bolond világ (1. magyar szinkron)          | Ding „Dingy” Bell                 | Mickey Rooney         | 1977        |
| 1965 | Ebadta kutyakölykök                                | Harry                             | Bob Jellison          | 1994        |
| 1965 | Szerető fiatok és testvérek                        | N/A                               | N/A                   | 1979        |
| 1966 | A lóversenyző panaszai                             | Eddie Julian                      | Mickey Rooney         | 1969        |
| 1966 | Nemsokára itt a tavasz                             | N/A                               | N/A                   | 1969        |
| 1966 | Sógorom, a zugügyvéd (2. magyar szinkron)          | Maury, az edző                    | Herbie Faye           | 1976        |
| 1967 | Viktor Csernyisev három napja                      | Viktor Csernyisev                 | Gennagyij Korolkov    | 1969        |
| 1968 | Feketeszakáll szelleme                             | Atlétikai játékos                 | N/A                   | 1970        |
| 1968 | Furcsa pár (első-két magyar szinkron)              | Vinnie                            | John Fiedler          | 1970        |
| 1968 | Furcsa pár (első-két magyar szinkron)              | Vinnie                            | John Fiedler          | 1976        |
| 1968 | Jöjj be, ha akarsz                                 | N/A                               | N/A                   | 1969        |
| 1968 | Z, avagy egy politikai gyilkosság anatómiája       | N/A                               | N/A                   | 1969        |
| 1969 | Légyfogó                                           | N/A                               | N/A                   | 1970        |
| 1969 | Mozigyilkos                                        | N/A                               | N/A                   | 1981        |
| 1969 | Uraim, megöltem Einsteint!                         | N/A                               | N/A                   | 1970        |
| 1970 | Lányok pórázon                                     | N/A                               | N/A                   | 1982        |
| 1970 | Májusban történt                                   | N/A                               | N/A                   | 1977        |
| 1972 | Feleségem kalandjai (2. magyar szinkron)           | N/A                               | N/A                   | 1976        |
| 1972 | Testvérem Tilli                                    | Gerd                              | Lothar Tarelkin       | 1975        |
| 1972 | Vigyázat, vadnyugat! (1. magyar szinkron)          | Prédikátor Joe                    | Harry Carey, Jr.      | 1984        |
| 1973 | A szivárvány csapat                                | Ralph Logan                       | Donald Pleasence      | 1992        |
| 1973 | Amerikai éjszaka                                   | Lajoie                            | Gaston Joly           | 1975        |
| 1973 | Az ördögűző (1. magyar szinkron)                   | Burke Dennings                    | Jack MacGowran        | 1991        |
| 1973 | Vörös kányafa                                      | N/A                               | N/A                   | 1975        |
| 1974 | Musical múzeum                                     | Mickey Rooney                     | Mickey Rooney         | 1986        |
| 1975 | Száll a kakukk fészkére                            | Charlie Cheswick                  | Sydney Lassick        | 1977        |
| 1976 | Mario és a varázsló                                | Meyen                             | Pavol Mikulík         | 1979        |
| 1976 | Tótágas                                            | N/A                               | N/A                   | 1976        |
| 1977 | A férfi, aki szerette a nőket (2. magyar szinkron) | N/A                               | N/A                   | 1986        |
| 1977 | Gulliver utazásai (1. magyar szinkron)             | Volgalan (hang)                   | N/A                   | 1977        |
| 1978 | Acél-cowboy                                        | Pinky Pincus                      | Strother Martin       | 1991        |
| 1978 | Macska az űrből (1. magyar szinkron)               | Farmer                            | Dallas McKennon       | 1994        |
| 1978 | Mit csinálsz velem, ha elkapsz?                    | N/A                               | N/A                   | 1984        |
| 1979 | Késői szerelem                                     | N/A                               | N/A                   | 1984        |
| 1979 | Meztelenek és bolondok (1. magyar szinkron)        | Ward Douglas                      | Ned Beatty            | 1981        |
| 1980 | Aranyeső Yuccában                                  | Kínai étterem-tulajdonos          | Frank Nuyen           | 1985        |
| 1980 | Éretlenek                                          | Mustapha, a kuszkuszos terrorista | Mohamed Zinet         | 1980        |
| 1981 | Kincs, ami nincs                                   | Kamasuka                          | John Fujioka          | 1983        |
| 1982 | Bolond mozi mozibolondoknak (1. magyar szinkron)   | Mousy                             | Elisha Cook, Jr.      | 1995        |
| 1984 | Szenvedély végszóra                                | N/A                               | N/A                   | 1985        |
| 1984 | Végtelen történet (1. magyar szinkron)             | Éji manó                          | Tilo Prückner         | 1986        |
| 1987 | Szemenszedett szenzáció (1. magyar szinkron)       | Ike Roscoe                        | Henry Gibson          | 1990        |
| 1988 | Nyasgem! (1. magyar szinkron)                      | Kalinga                           | Clarence Williams III | 1994        |
| 1988 | Roger nyúl a pácban                                | Bébi Herman (hang)                | Lou Hirsch            | 1989        |
| 1992 | Könyörtelen amazonok                               | Zeke                              | Mickey Rooney         | 1993        |
| 1992 | Az örökség, avagy guten tag faszikáim              | N/A                               | N/A                   | 1994        |

### Sorozatok
| Év   | Cím                          | Szereplő | Színész       | Szinkron év |
| ---- | ---------------------------- | -------- | ------------- | ----------- |
| 1966 | Tüskevár                     | Bütyök   | Barabás Tibor | 1966        |
| 1971 | Porlepte históriák           | N/A      | N/A           | 1973        |
| 1982 | Nagyon különleges ügyosztály | Johnny   | William Duell | 1984        |

### Muppet Show
| Év   | Évad | Epizód | Epizódcím                            | Szereplő    | Szinkronhang | Szinkron év |
| ---- | ---- | ------ | ------------------------------------ | ----------- | ------------ | ----------- |
| 1978 | 3    | 14     | Harry Belafonte (1. magyar szinkron) | Lew Zealand | Jerry Nelson | 1981        |
| 1979 | 4    | 6      | Linda Lavin                          | Lew Zealand | Jerry Nelson | 1984        |
| 1979 | 4    | 11     | Lola Falana                          | Lew Zealand | Jerry Nelson | 1985        |
| 1979 | 4    | 14     | Liza Minnelli (1. magyar szinkron)   | Lew Zealand | Jerry Nelson | 1981        |
| 1980 | 5    | 1      | Gene Kelly (1. magyar szinkron)      | Lew Zealand | Jerry Nelson | 1983        |
| 1980 | 5    | 4      | Shirley Bassey                       | Lew Zealand | Jerry Nelson | 1982        |
| 1980 | 5    | 7      | Glenda Jackson                       | Lew Zealand | Jerry Nelson | 1984        |

### Rajzfilmek
| Év   | Cím                                | Szereplő                 | Szinkronhang  | Szinkron év |
| ---- | ---------------------------------- | ------------------------ | ------------- | ----------- |
| 1942 | Bambi (1. magyar szinkron)         | Felnőtt Toppancs         | Tim Davis     | 1961        |
| 1961 | Hagymácska                         | Kaktusz                  | Georgij Vicin | 1966        |
| 1975 | Hugó, a víziló                     | N/A                      | N/A           | 1975        |
| 1977 | Tapsi Hapsi Artúr király udvarában | Sir (Izé) Elmer of Fudd  | Mel Blanc     | 1986        |
| 1980 | Tapsi Hapsi – Bűnügyi különkiadás  | Elmer Fudd (Izé) nyomozó | Mel Blanc     | 1986        |
| 1986 | Az elvarázsolt erdő                | Szamártövis              | Ivo Rogulja   | 1995        |

### Rajzfilmsorozatok
| Év        | Cím                                 | Szereplő                  | Szinkronhang | Szinkron év |
| --------- | ----------------------------------- | ------------------------- | ------------ | ----------- |
| 1963      | Magilla Gorilla show 13-31.         | N/A                       | N/A          | 1981        |
| 1978-1980 | Popeye                              | Wimpy                     | Daws Butler  | 1995        |
| 1982      | Janó és Bibice (1. magyar szinkron) | DemeterSorel kövér embere | N/A          | 1994        |
| 1983      | Hupikék törpikék III-VI.            | Phitlic                   | N/A          | 1990        |
| 1984      | Hupikék törpikék III-VI.            | Rogyi (1. hang)           | Will Ryan    | 1992        |
| 1986      | Hupikék törpikék III-VI.            | Alossus                   | N/A          | 1989        |
| 1987      | Popeye és fia                       | Wimpy                     | Allan Melvin | 1995        |

## Hangjátékok
- Herbert Tank: A 49. Hosszúsági fokon (1952)
- Mark Twain: Utazás a Nagy Folyón (1952)
- Frances Hodgson Burnett: A titkos kert (1959)
- Hollós Korvin Lajos: Hunyadi (1961)
- Grozdana Olujić: A szerelemre szavazok (1965)
- Novobáczky Sándor: A csapat érdekében (1965)
- Gál István: Pohár a mozsárban (1966)
- Alfred Döblin: Berlin-Alexanderplatz (1973)
- Urbán Gyula: Ping és Pong a két kicsi pingvin (1976)
- Szíriusz kapitány-sorozat (1977–)
- E.T.A. Hoffmann: Diótörő (1982)
- A brémai muzsikusok (1984) – Rabló #3[11]
- Szép Ernő: Május (1983)
- Bambi (1984) – Varjú #1
- Bambi gyermekei (1985) – Varjú[12]

## Díjak, elismerések
- Jászai Mari-díj (1975)
- Érdemes művész (1987)